# Chhumchaur
Chhumchaur (nep. छुमचौर) – gaun wikas samiti w zachodniej części Nepalu w strefie Karnali w dystrykcie Jumla. Według nepalskiego spisu powszechnego z 2001 roku liczył on 299 gospodarstw domowych i 1918 mieszkańców (936 kobiet i 982 mężczyzn).